# Simmerkopf

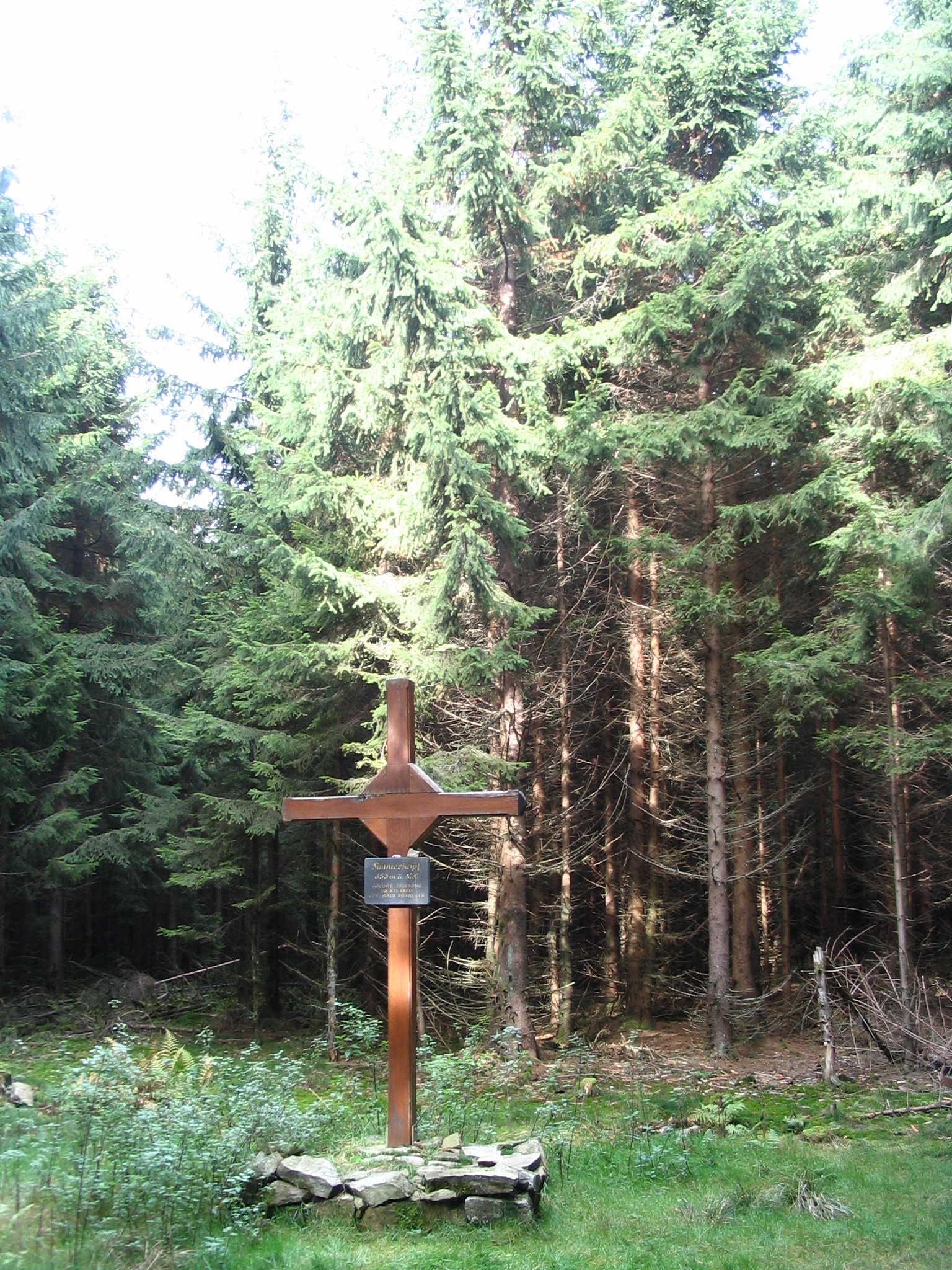
Das Hinweiskreuz auf dem Gipfel des Simmerkopfs

Der Simmerkopf im Soonwald ist mit 653 m ü. NHN die höchste Erhebung im Rhein-Hunsrück-Kreis.
Der Berg liegt auf der Gemarkung der Ortsgemeinde Riesweiler. Der Gipfel liegt vollständig in einer Fichtenmonokultur, ein Hinweiskreuz mit Erläuterungen und eine Ruhebank zeigen dem Wanderer die Stelle. Ein Ausblick über den Hunsrück ist vom Gipfel des Simmerkopfs nicht möglich.